# Left Side
Left Side, noto anche come Lefty, pseudonimo di Michele Alberti (Nichelino, 16 agosto 1975), è un rapper italiano.

## Biografia
Appassionato di espressioni artistiche sin da bambino e successivamente avvicinatosi al rap verso la fine degli anni 1980, assieme ad altre figure del rap italiano come Maury B e Sab Sista, componendo le prime rime in inglese ed ascoltando le figure di spicco del genere d'oltreoceano come Public Enemy, Run DMC, Biz Markie, Eric B. & Rakim. Grazie alla concentrazione di occasioni, Torino nei primi anni 1990 diventa una delle capitali delle opportunità per chi voleva fare hip hop. Left Side, qui conosce pionieri come The NextOne con cui fonda The Next Diffusion assieme a Maury B all'epoca chiamato Right Voice. Il gruppo pubblicò per la prima volta nel 1995 con il doppio album Dritto al cuore per la Crime Squad/Flying Rec., poi con un singolo di due tracce "Do the next dance!"
Con the Next Diffusion, Left Side compie le prime vere esperienze live distribuite un po' in tutta Italia e non solo, dove si svolgevano eventi legati all'hip hop.
- Indelebile hip-hop convention (Rimini 1994)
- Europe (Ginevra 1994)
- HIP-HOP Village (Torino 1995)
- Quartieri: i nuovi linguaggi del disagio giovanile (Roma 1995)
- Indelebile (Rimini 1995)
- Hip-hop juice (Ancona 1995)
- Hip-hop party. Special guest Das EFX (Milano 1996)
- European Hip-hop meeting (Bruxelles '96)
- One two party. Special guest The Fugees (Milano 1996)

Terminato il progetto "The Next Diffusion" della durata di un biennio, Left Side decide di continuare con la carriera al microfono partecipando ad alcuni album diventati classici del genere, come Neffa & i messaggeri della dopa, Il mondo che non c'è e Sotto effetto stono, a questi si aggiungono partecipazioni a diversi mixtape della brulicante scena underground con DJ Enzo, Fritz da Cat, gli album di Sab Sista, Bassi Maestro ed ATPC.
Un nuovo importante passo nella carriera di Left Side avviene quando l'Area Cronica di Fish e Tormento decide di produrlo nel suo percorso per dare alla luce il primo EP solista La sola via che so nel 1999. Il suo primo album in studio solista esce lo stesso anno con il titolo Una vita non basta, sempre per l'Area Cronica. 
Left Side ha successivamente collaborato con diversi artisti hip hop italiani, sempre più spesso collegati al collettivo Sano Business di Bassi Maestro.

## Discografia

### Album in studio
- 1999 – Una vita non basta (doppio CD)
- 2008 – Il mondo dai miei occhi
- 2011 – Il mondo dai miei occhi remix

### EP
- 1999 – La sola via che so

### Mixtape
- 2011 – Nessuna eccezione (No escape) con Tormento

### Raccolte
- 2008 – The Best of Left Side 1994/2008
- 2010 – Souldalicious vol.1

### Con i The Next Diffusion
- 1995 – Dritto dal cuore

### Collaborazioni
- ATPC feat. Left Side - Tanto è inutile, da Anima e corpo
- Bassi Maestro feat. Dafetti, Left Side - Bionic Skillz, da Foto di gruppo
- Chief e Soci feat. Left Side, Shabazz, Next One - Keepin' It, da Il mondo che non c'è
- Lyricalz feat. Left Side, Dj Double S - Ognuno a suo modo, da Brava gente - Storie di fine millennio
- Neffa & i messaggeri della dopa - I messaggeri pt. 2, da Neffa & i messaggeri della dopa
- Sab Sista feat. Left Side - Sexy Theme - Conversazione privata, da Cronica
- Sab Sista feat. Left Side - Party Time, da Cronica
- Sottotono feat. Lyricalz, Left Side - Quei bravi ragazzi pt. 2 , da Sotto lo stesso effetto
- Mista B feat. Lefty, Rico Levant n Albe Ok - La mia libertà, da L'Alchimista
- Mista B feat. Lefty & Tormento - Quello che voglio, da Il trasformista
- Bassi Maestro feat. Maory B - "Il suono originale"  , da Bassi&Dj Shocca